# Potter Reef
Potter Reef är ett rev på Stora Barriärrevet i Australien.   Det ligger cirka 60 km sydost om Innisfail i delstaten Queensland. 